# Lepidosaphes shanxiensis
Lepidosaphes shanxiensis är en insektsart som beskrevs av Shi 1990. Lepidosaphes shanxiensis ingår i släktet Lepidosaphes och familjen pansarsköldlöss. Inga underarter finns listade i Catalogue of Life.